# 橋本 (相模原市)
橋本（はしもと）は、神奈川県相模原市緑区の地名・広域地名である。
1. 現在の町名。住居表示実施区域であり、橋本一丁目から橋本八丁目まである。郵便番号は252-0143（橋本郵便局管轄）[3]。
2. 相模原市が行政区域として定める、緑区の6地区の一つである「橋本地区」[5]。
3. 相模原市が公民館館区として定める「橋本公民館区」[6]。

## 地域の概要
相模原市中部（旧市域北部）にある相模原市の都市核に認定された地区である。橋本駅周辺は政令による都市再生特別地区に指定されている。神奈川県の北の入り口と位置づけられ、県や市、民間が主体となった再開発が進む。 相模原市南部の中心地である相模大野（南区）に対する北部の交通・商業の中心地として機能している。
橋本駅の北口付近には超高層マンションと商業施設が立ち並び、デッキで接続されている。駅の西、かつての国鉄車輌センター跡地にも、超高層マンションやハイテクパーク・大型ショッピングセンターが完成。駅北方は住宅街が広がる。橋本駅を核とした市街地域や住宅地域は、北部へ境川を越えて西部に拠点の無い東京都町田市まで広がっている。駅の南西部は、比較的新しい住宅地が旧市境を超えて城山地区へ広がっている。かつての大山街道である旧国道16号沿には宿場町の面影が残る。2019年3月に移転した神奈川県立相原高等学校の南には工場地帯が広がる。橋本駅南口から少し離れた南東部の大工場地帯は、橋本駅付近が都市再生特別措置法に指定されたことを受けて、更なる開発が進められている。また、中心市街地活性化法で相模原市の中心市街地・都市核に指定されている。
中央新幹線神奈川県駅（仮称）が相原高校跡地にて建設中となっており、駅南口は開業する予定の2027年までに大きく変化する。
毎年8月には「橋本七夕まつり」が、11月には「あんどん祭」が行われ賑っている。「あんどん祭り」は、橋本地区商店街組合による酉の市において、橋本名物として神明大神宮境内にある大鷲神社にて実施されている。

## 歴史
相模国高座郡に属し、元は相原村の一部であった。橋本の地名は、八王子・川越方面と厚木・小田原方面とを結ぶ中世以来の主要街道（八王子街道または大山街道、国道16号旧道）が境川を渡る地点に架けられた両国橋に由来する、とされている。橋の南側に橋本宿が形成され、宿を中心に橋本村として江戸時代初めに相原村から分立した。江戸時代には旗本支配地となり、明治政府成立後の1868年（慶応4年・明治元年）6月（旧暦）に神奈川府（間もなく神奈川県）の所属となった。
1889年4月1日、町村制（市町村制）施行のためのいわゆる明治の大合併によって、隣接する相原村、小山村、清兵衛新田と合併して高座郡相原村の一部となり、旧橋本村の区域をもって大字橋本が編成された。合併以前の旧相原村（大字相原）は村域内の西部に位置するが、村役場や小学校などはいずれも橋本に置かれ、1908年に橋本駅が開設されたこともあって橋本が相原村の中心集落の地位を占め続けた。
高座郡相原村は1941年4月29日に上溝町など高座郡北部の2町5村と合併して高座郡相模原町となり、1953年公布された町村合併促進法を機に盛んになった「昭和の大合併」により、1954年11月20日に市制を施行して県下で10番目の市となる相模原市となった。
大字橋本の区域では1966年以降、住居表示による新町名が編成され、1990年に最後まで残った区域が「橋本台1 - 3丁目」の一部となって大字橋本は消滅した。旧大字橋本における住居表示は1990年10月1日までに完了しているため、大字の残存部分はない。現在の橋本1 - 2・5 - 8丁目、南橋本2・3丁目、大山町、元橋本町、西橋本1 - 5丁目、橋本台1 - 3丁目の範囲がおおよそ元の大字橋本に相当する。一方、現在の橋本3・4丁目は元は大字小山に属していた。
また橋本は、旧相原村の行政的中心としてだけでなく、大山道、八王子道、城山町の久保沢宿に通じる久保沢道といった江戸時代の主要交通道が通っていた。さらに明治時代には主要貿易産業製品であった生糸の輸出を目的とした交通網として、1908年（明治41年）に八王子駅 - 東神奈川駅を結ぶ横浜鉄道（現：JR横浜線）が開通、橋本駅が設置されたことにより、周辺地域からのバス路線が橋本駅に集まったこともあって、神奈川県北部の交通の結節点として発展した。特に旧津久井郡南部の城山・津久井両地区は、バス交通を介して橋本と強く結びついている。また、相模原市旧市域北西部の大沢地区や田名地区、上溝地区、さらには隣接する東京都町田市北西部（堺・小山地区）や八王子市の一部にもその影響は及ぶ。
1990年に京王相模原線が橋本駅に乗り入れ、東京23区、特に新宿に直結したことによって交通結節点としての重要性をさらに増した。1990年代末以降、駅北口の再開発や工場跡地などへの高層マンション建設によって商業や人口の集積が進みつつあり、さらには2014年9月にリニア中央新幹線の駅が橋本駅近くに設置されることが決まり、相模原市旧市域北部の拠点として成長を続けている。

### 地区名としての橋本

#### 相模原市による定義
行政区域
相模原市は行政区域として、緑区の6地区の一つである「橋本地区」を定めており、以下の地区が該当する。
- 相原1丁目～6丁目、大山町、大字下九沢（緑区に属する部分）、西橋本1丁目～5丁目、二本松1丁目～4丁目、橋本1丁目～8丁目、橋本台1丁目～4丁目、東橋本1丁目～4丁目、元橋本町を含める。西橋本5丁目に緑区役所が所在する。

公民館館区
相模原市は「橋本公民館館区」として、以下の地区を定めている。
- 橋本1～7丁目、橋本8丁目1～14番・16番の一部・25番～31番、東橋本1～4丁目、西橋本1丁目1～13番・14番の一部・15番の一部、16～28番、西橋本2丁目、西橋本3丁目1～5番・8番の一部、西橋本5丁目1～7番、元橋本町1～36・37番の一部、大山町、橋本台1丁目、橋本台2丁目1～2番・3番の一部・8～11番。

#### 地区名の変遷
前述の通り、橋本は1889年の合併以降は「相原村」の大字名となった。橋本駅南側の至近に位置する県立高校が神奈川県立相原高等学校と称するのは、この学校の開設当時に相原村に属していたからである（ただし、1922年の開設当初の校名は神奈川県立農蚕学校。1930年に神奈川県立相原農蚕学校と改称し、神奈川県立相原農蚕高等学校を経て1954年に現校名となる）。
相原村に初めて開設された小学校は、相原村立尋常高等旭小学校。この校名が決まるまでには村議会が紛糾した。1903年（明治36年）2月8日から議論を続け、一夜明けた2月9日の早朝、雪が降った一面の銀世界に朝日が輝いた景色を目にした村長が、九日という日にちなんで「旭」という校名にしようと提案し、全員の賛成を得たといわれる。相模原町となってから開設された青年学校や（新制）中学校も同様に旭青年学校（1943年開設）、旭中学校（1947年開設）と称している。また、旧相原村の区域で組織された農業協同組合も旭農業協同組合（現相模原市農業協同組合［JA相模原市］旭支店）を称しており、この区域について「相原」または「橋本」に代えて「旭」という呼称が好まれることもあった。
1941年の合併後、相模原町および相模原市は、合併以前の旧町村にそれぞれ出先機関を設置したが、旧相原村については「橋本」の呼称を用い、現在の橋本まちづくりセンターに続いている。市の行政上も、現在中央区の区域となっている小山・清兵衛新田（清新）地区を除いた旧相原村の区域を橋本地区などと呼ぶことが多い。現在では「橋本」が旧相原村の大部分の区域を指す地区名であり、「相原」はその中の小区域の呼称と認知されているようである。

## 地価
2020年（令和2年）の地価公示において、橋本2丁目344番1外は県内全地点中の上昇率が第8位、橋本1丁目381番25は県内住宅地の上昇率第2位、橋本8丁目864番28は県内住宅地の上昇率第3位である。また同年の県内地価調査では、橋本1丁目381番25・橋本5丁目94番24・西橋本2丁目601番11は県内住宅地の上昇率2 - 4位、橋本2丁目341番4は県内商業地の上昇率6位である。
リニア中央新幹線の新駅設置を予定している橋本駅周辺は地価上昇地点が多いが、2020年は新型コロナウイルス感染症の影響により地価の変動率は下落した。その後、2022年（令和4年）には橋本駅周辺で商業地の地価が再上昇し、橋本2丁目10番24が県内の地価上昇率1位となった。

## 世帯数と人口
2020年（令和2年）10月1日現在（国勢調査）の世帯数と人口（総務省調べ）は以下の通りである。
| 丁目       | 世帯数     | 人口     |
| ---------- | ---------- | -------- |
| 橋本一丁目 | 815世帯    | 1,588人  |
| 橋本二丁目 | 1,205世帯  | 2,016人  |
| 橋本三丁目 | 1,819世帯  | 2,921人  |
| 橋本四丁目 | 1,384世帯  | 2,498人  |
| 橋本五丁目 | 1,881世帯  | 3,440人  |
| 橋本六丁目 | 2,583世帯  | 4,649人  |
| 橋本七丁目 | 944世帯    | 1,852人  |
| 橋本八丁目 | 979世帯    | 1,985人  |
| 計         | 11,610世帯 | 20,949人 |

### 人口の変遷
国勢調査による人口の推移。
| 年                 | 人口   |
| ------------------ | ------ |
| 1995年（平成7年）  | 15,012 |
| 2000年（平成12年） | 17,315 |
| 2005年（平成17年） | 18,827 |
| 2010年（平成22年） | 20,006 |
| 2015年（平成27年） | 20,433 |
| 2020年（令和2年）  | 20,949 |

### 世帯数の変遷
国勢調査による世帯数の推移。
| 年                 | 世帯数 |
| ------------------ | ------ |
| 1995年（平成7年）  | 6,239  |
| 2000年（平成12年） | 7,735  |
| 2005年（平成17年） | 9,010  |
| 2010年（平成22年） | 10,164 |
| 2015年（平成27年） | 10,554 |
| 2020年（令和2年）  | 11,610 |

## 学区
市立小・中学校に通う場合、学区は以下の通りとなる（2018年2月時点）
| 丁目       | 番地     | 小学校                 | 中学校               |
| ---------- | -------- | ---------------------- | -------------------- |
| 橋本一丁目 | 全域     | 相模原市立橋本小学校   | 相模原市立旭中学校   |
| 橋本二丁目 | 全域     | 相模原市立橋本小学校   | 相模原市立旭中学校   |
| 橋本三丁目 | 全域     | 相模原市立宮上小学校   | 相模原市立旭中学校   |
| 橋本四丁目 | 全域     | 相模原市立宮上小学校   | 相模原市立旭中学校   |
| 橋本五丁目 | 全域     | 相模原市立旭小学校     | 相模原市立旭中学校   |
| 橋本六丁目 | 全域     | 相模原市立旭小学校     | 相模原市立旭中学校   |
| 橋本七丁目 | 1～16番  | 相模原市立旭小学校     | 相模原市立相原中学校 |
| 橋本七丁目 | その他   | 相模原市立当麻田小学校 | 相模原市立相原中学校 |
| 橋本八丁目 | 14～24番 | 相模原市立当麻田小学校 | 相模原市立相原中学校 |
| 橋本八丁目 | その他   | 相模原市立旭小学校     | 相模原市立相原中学校 |

- 8丁目1番～13番、25番～31番は指定変更許可区域。

## 事業所
2021年（令和3年）現在の経済センサス調査による事業所数と従業員数は以下の通りである。
| 丁目       | 事業所数  | 従業員数 |
| ---------- | --------- | -------- |
| 橋本一丁目 | 43事業所  | 823人    |
| 橋本二丁目 | 142事業所 | 1,081人  |
| 橋本三丁目 | 291事業所 | 3,595人  |
| 橋本四丁目 | 64事業所  | 441人    |
| 橋本五丁目 | 74事業所  | 397人    |
| 橋本六丁目 | 286事業所 | 3,644人  |
| 橋本七丁目 | 20事業所  | 119人    |
| 橋本八丁目 | 44事業所  | 544人    |
| 計         | 964事業所 | 10,644人 |

### 事業者数の変遷
経済センサスによる事業所数の推移。
| 年                 | 事業者数 |
| ------------------ | -------- |
| 2016年（平成28年） | 1,029    |
| 2021年（令和3年）  | 964      |

### 従業員数の変遷
経済センサスによる従業員数の推移。
| 年                 | 従業員数 |
| ------------------ | -------- |
| 2016年（平成28年） | 11,612   |
| 2021年（令和3年）  | 10,644   |

## 主な施設

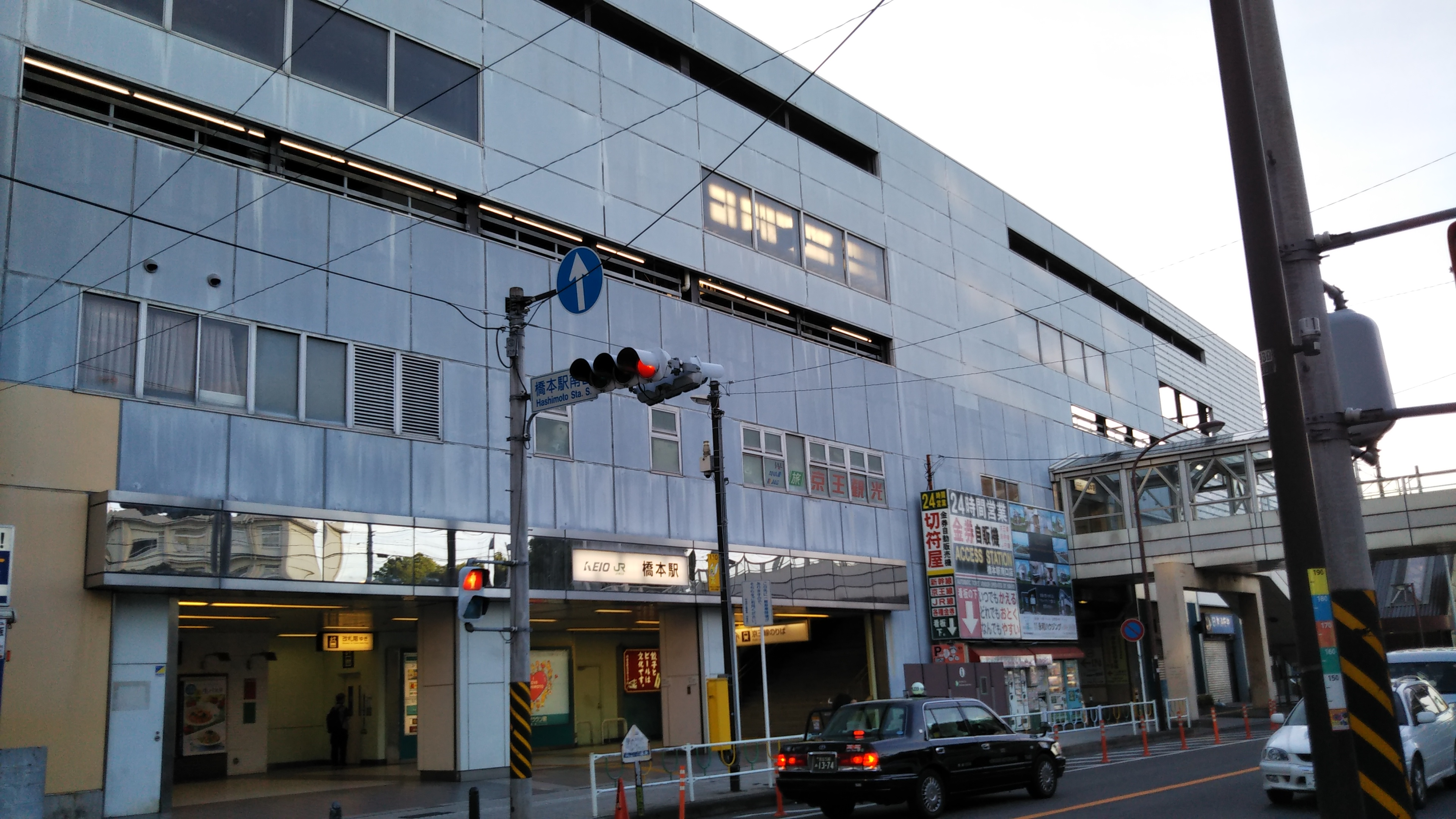
京王相模原線橋本駅

- 橋本駅（JR横浜線・相模線、京王相模原線）
- 中央新幹線神奈川県駅（仮称、開業未定）

### 橋本駅北口

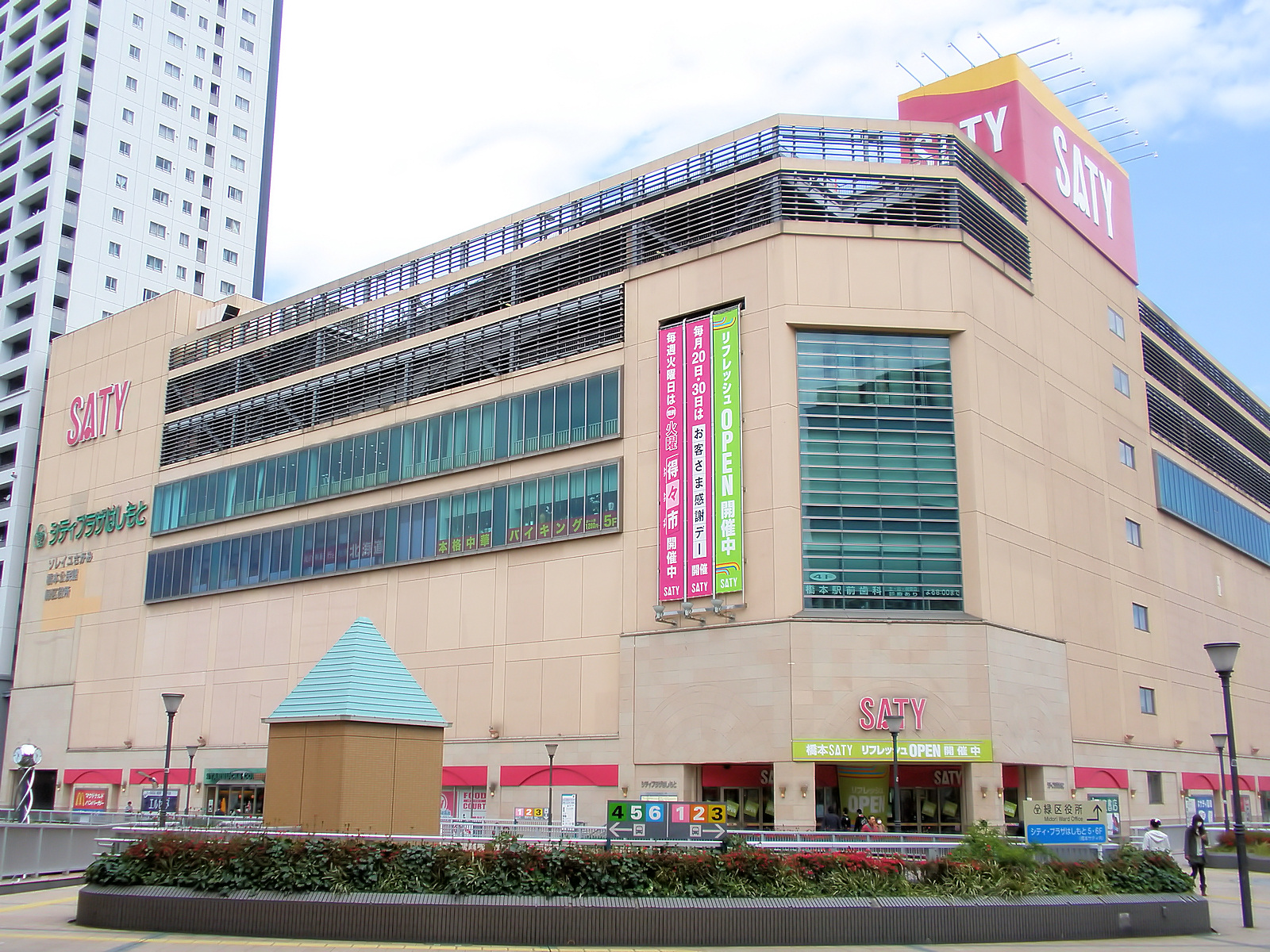
橋本駅北口第一再開発ビル（イオン橋本店）
画像は橋本サティ時代

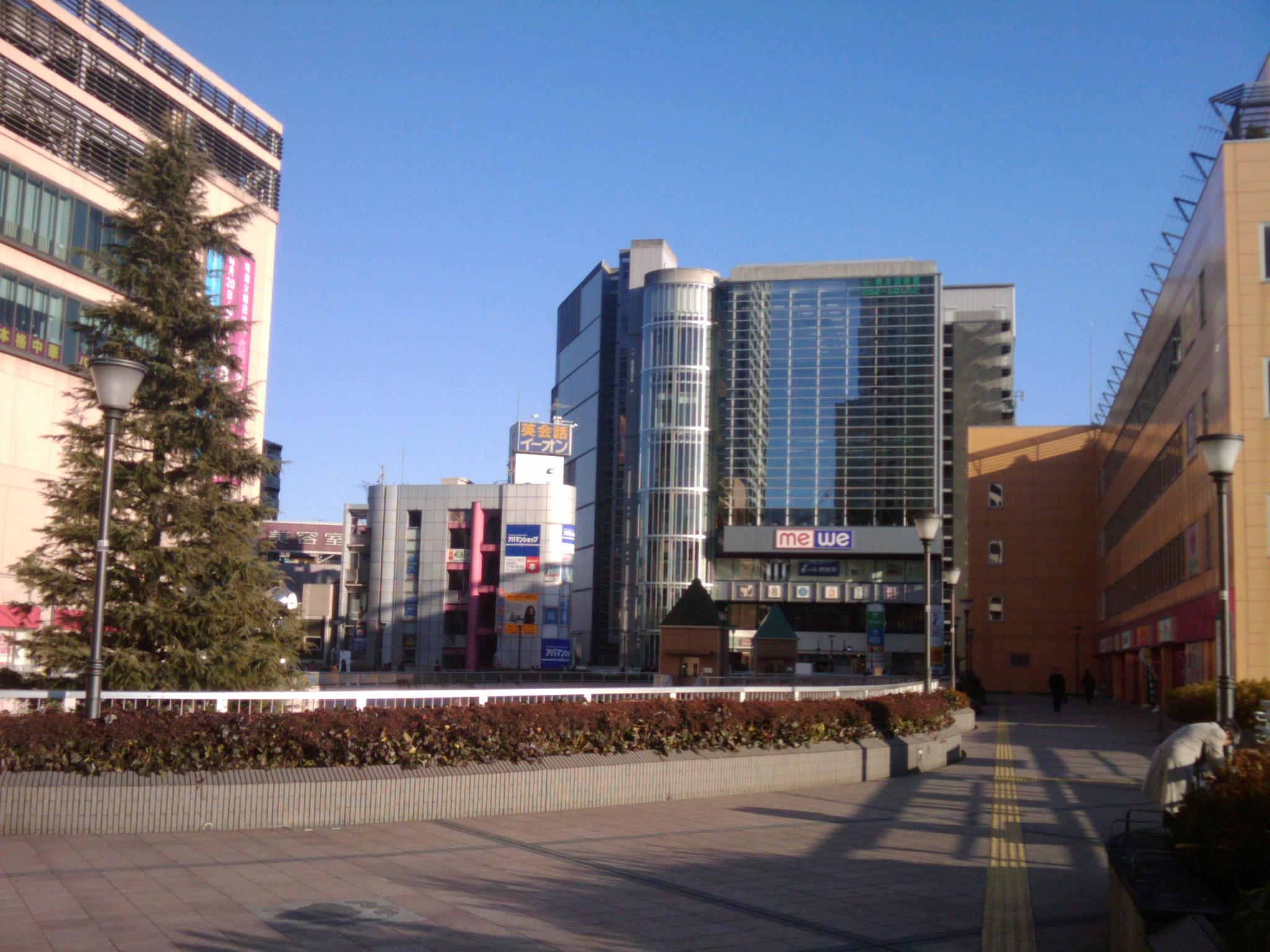
ミウィ橋本

橋本駅北口には再開発の際にペデストリアンデッキが設けられ、その下はバスターミナル・タクシー乗り場になっている。ペデストリアンデッキで駅北口からイオン橋本店、ミウィ橋本、飲食店を集めたビル「味の食彩館はしもと」と結ばれている。
- 橋本駅北口第一再開発ビル
  - イオン橋本店（旧称：橋本ビブレ→橋本サティ）
  - シティ・プラザはしもと
  - 三井住友銀行橋本駅前出張所
- ミウィ橋本
  - 相模原市橋本図書館
  - 杜のホールはしもと
  - 横浜銀行橋本支店
- みずほ銀行橋本支店
- りそな銀行橋本支店
- きらぼし銀行橋本支店
- SING橋本
  - ドン・キホーテSING橋本駅前店
  - MOVIX橋本（シネマコンプレックス）
  - ルネサンス橋本（フィットネスクラブ）、ほか
- ほねごり本社
- 橋本本町郵便局
- 橋本神明大神宮
- 香福寺
- 東横イン橋本駅北口
- 国道16号（東京環状）
  - 八王子バイパス

### 橋本駅南口
- アリオ橋本 - (大山町)

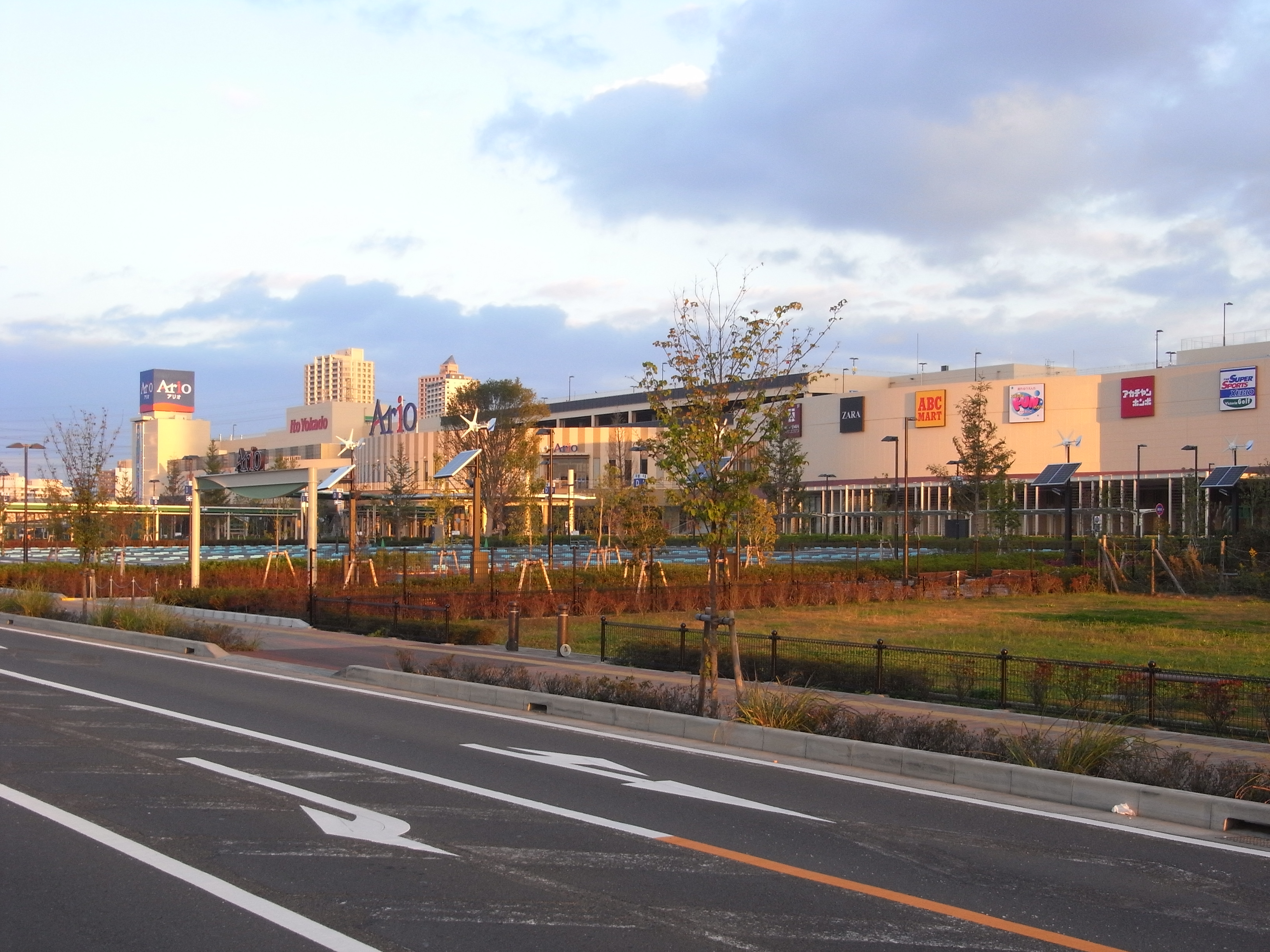
アリオ橋本

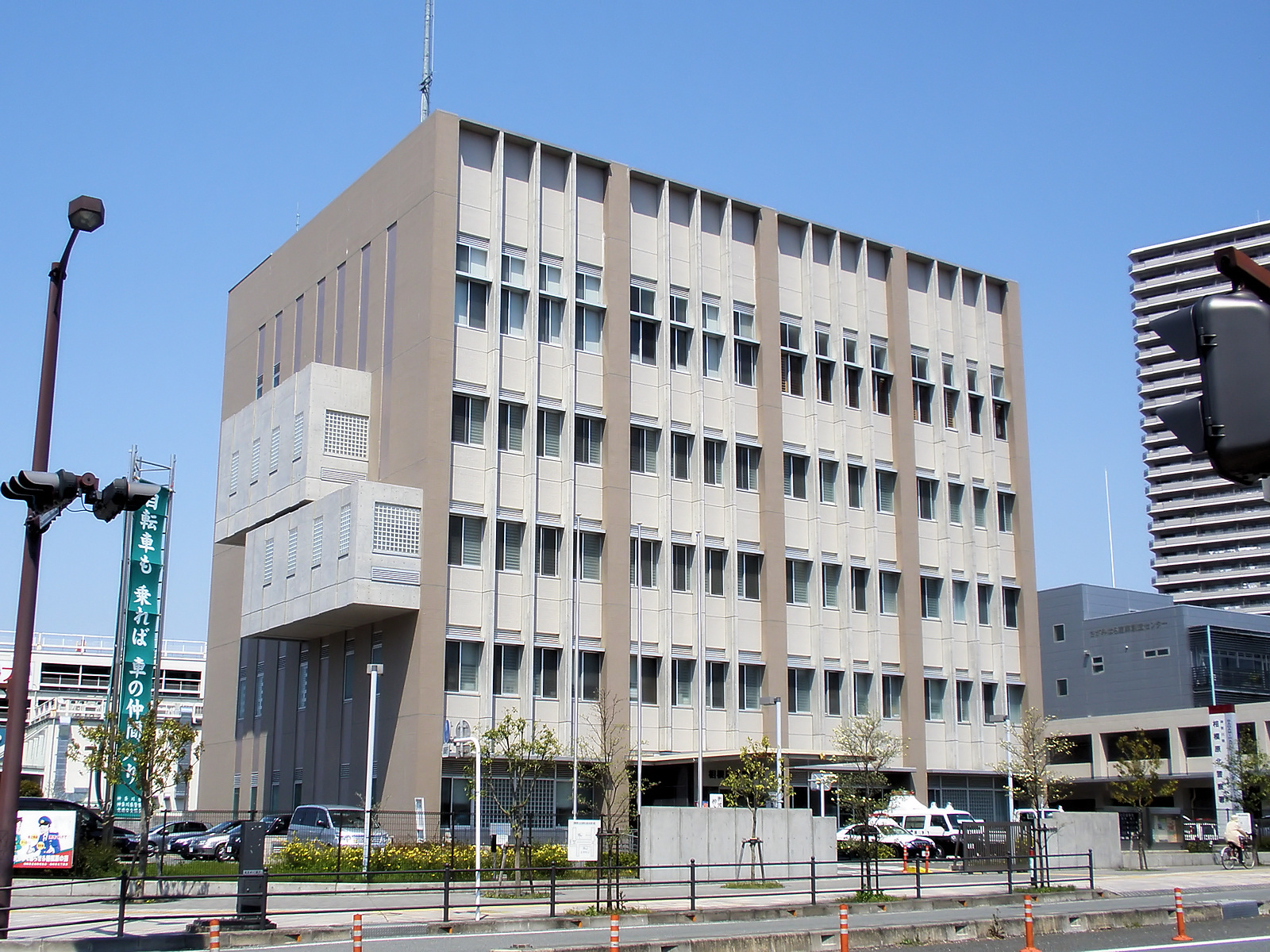
相模原北警察署

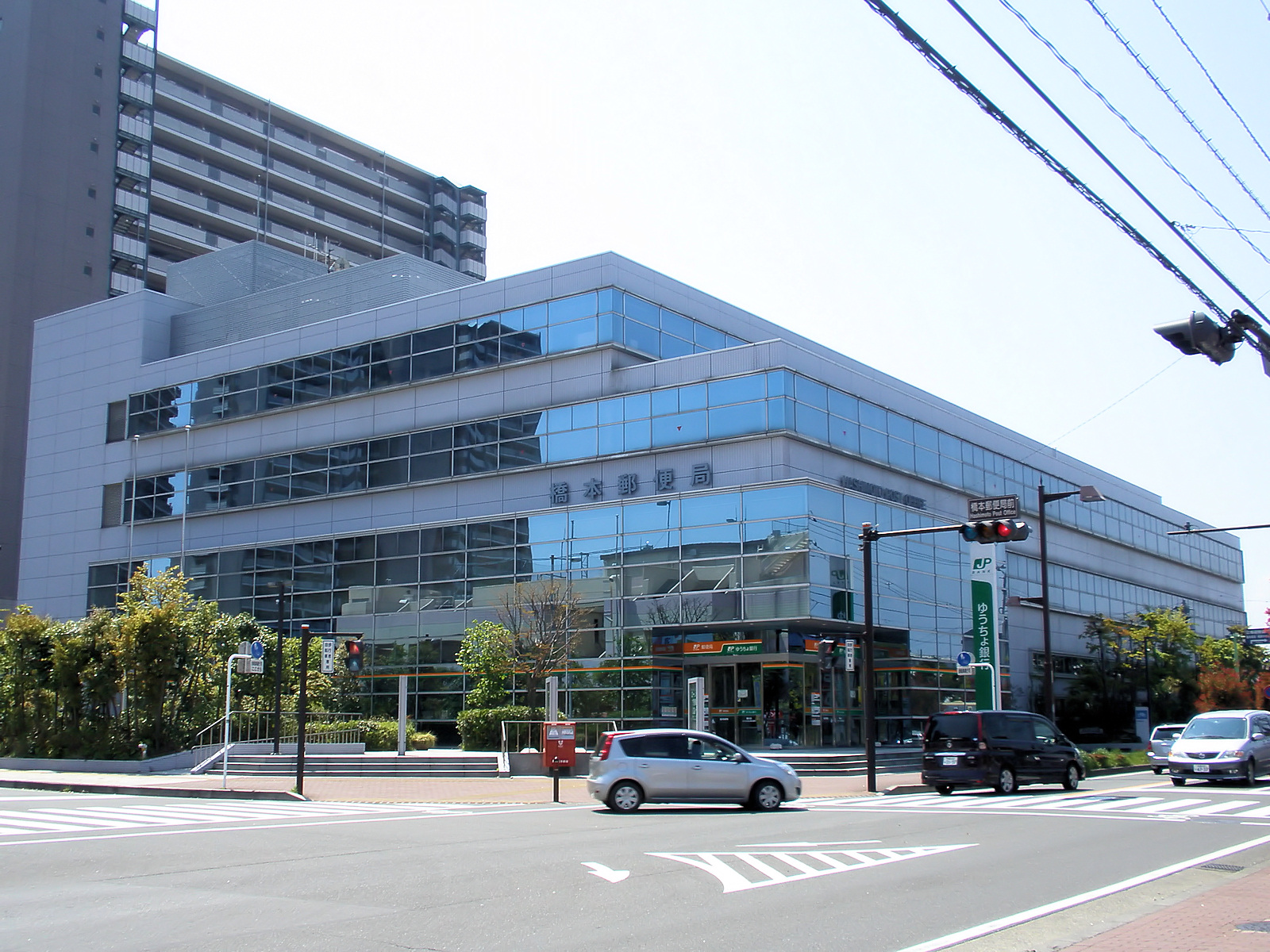
橋本郵便局

- 表忠碑 - 旧相模原協同病院付近にある。山縣有朋 書。
- 国道16号（東京環状）
  - 橋本五差路（橋本高架橋） - 国道129号との交点
  - 橋本陸橋 - JR横浜線との立体交差
- 国道129号
- 国道413号
- ロイヤルホームセンター相模原橋本店 - (西橋本)
- 相模原市立橋本小学校
- 相模原市立旭中学校
- 神奈川県立橋本高等学校
- 緑区合同庁舎（緑区役所） - (西橋本)
- サンエールさがみはら - (西橋本)
- ラ・フロール  - (西橋本)
  - コナミスポーツクラブ - (西橋本)
  - コジマ×ビックカメラ橋本店 - (西橋本)
- 相模原北警察署 - (西橋本)
- 山梨信用金庫橋本支店 - (西橋本)
- 西武信用金庫橋本支店 - (西橋本)
- 多摩信用金庫橋本支店 - (西橋本)
- 静岡銀行橋本支店 - (西橋本)
- 橋本郵便局 - (西橋本)
  - ゆうちょ銀行橋本店 - (西橋本)
  - かんぽ生命橋本支店 - (西橋本)
- 橋本公園 - (西橋本)
- 相模原北公園 - (下九沢)
- 正継寺